# 피터 웨이슨

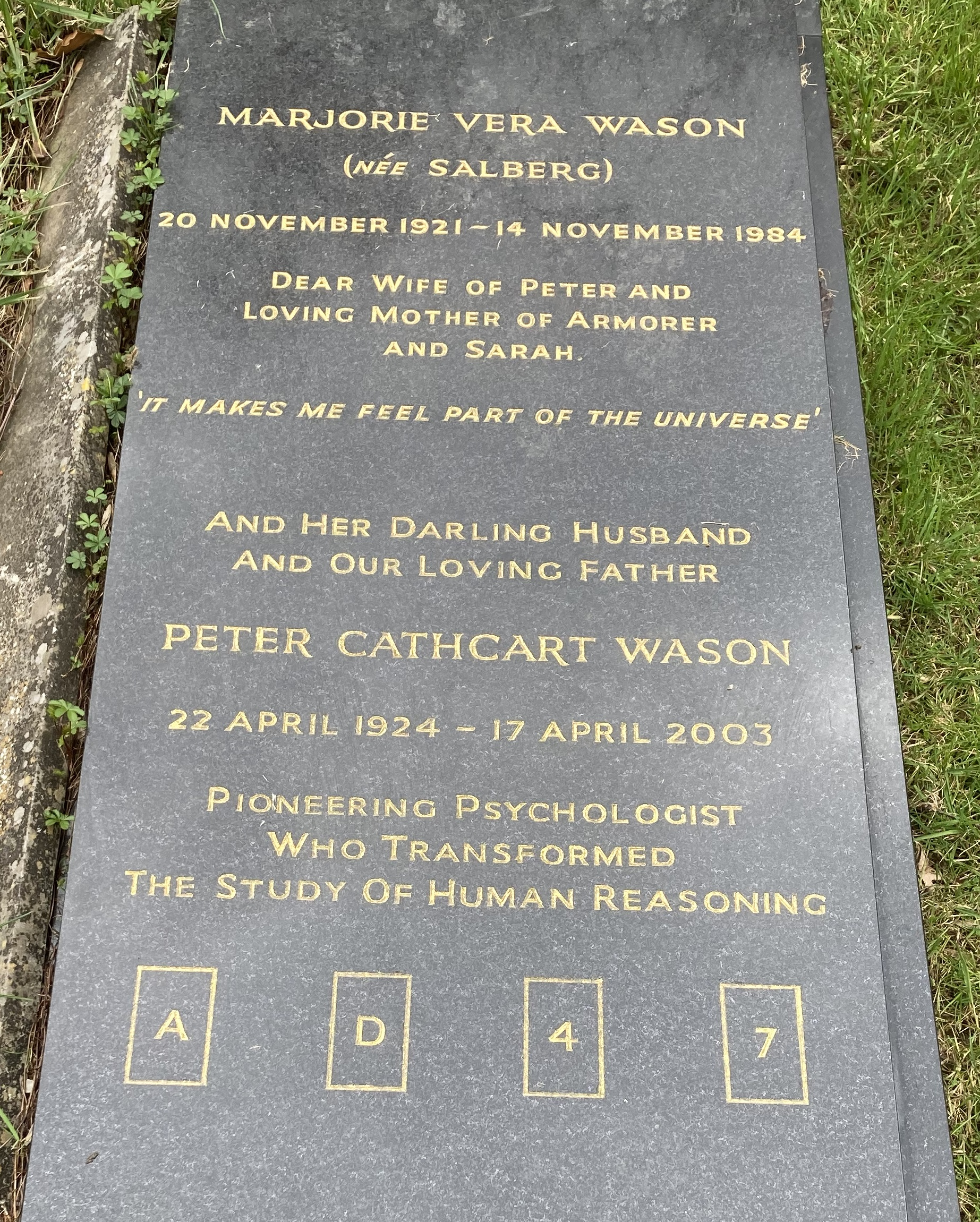

피터 캐스카트 웨이슨(Peter Cathcart Wason, 1924년 4월 22일 – 2003년 4월 17일)은 추론 심리학을 개척한 런던 유니버시티 칼리지의 인지심리학자였다. 그는 사람들이 논리적 추론에서 일관된 실수를 저지르는 이유에 대한 설명을 진행했다. 그는 예를 들어 웨이슨 선택 과제, THOG 문제 및 2-4-6 문제와 같은 이러한 프로세스를 보여주기 위해 문제와 테스트를 설계했다. 그는 또한 "확증 편향"이라는 용어를 만들어 사람들이 자신의 선입견, 가설 및 개인적인 믿음이 사실인지 아닌지에 관계없이 이를 입증하는 정보를 즉시 선호하는 경향을 설명했다.
웨이슨의 첫 번째 실험 영역의 대부분은 추론 심리학 분야가 아니라 언어와 심리 언어학이었다. 피험자들에게 "7은 짝수" 및 "9는 홀수가 아니다"와 같은 숫자 진술을 평가하고 진술이 참인지 거짓인지를 말하도록 요청하는 실험을 수행했다. 그 결과 긍정 주장은 거짓보다 참으로 평가되는 속도가 더 빨랐지만, 부정 주장의 평가는 참보다 거짓으로 평가되는 속도가 더 빨랐다. 이러한 결과로부터 웨이슨은 부정어가 일상생활과 담론에서 일반적인 오해를 바로잡기 위해 사용된다는 결론에 도달했다. 웨이슨은 심리 언어학 분야에서 계속해서 탐구하고 실험했다. 웨이슨은 문맥이 응답하는 데 걸리는 시간으로 측정되는 발화의 이해에 영향을 미친다는 사실을 발견했다. 참가자들은 다른 모든 원이 빨간색인 상황에서 "4번 원은 파란색이 아니다"라는 문장에 더 빨리 응답할 가능성이 높다. 웨이슨은 맥락이 이해력에 영향을 미친다는 결론에 도달했다.
추론의 심리학이 만들어지기 전에는 인간이 논리적 분석에 의해 추론한다는 것이 일반적 믿음이었다. 웨이슨은 인간이 추론할 수 없으며 꽤 자주 편견의 희생양이 된다고 말하면서 이 논리주의에 반대했다. 웨이슨은 자신의 인생에서 많은 일들이 일관성이 없고 따라서 비합리적이라고 생각했다. 실험을 설계할 때 웨이슨의 목표는 인간의 비논리적 특성을 조사하는 것이었다. 웨이슨은 또한 자신의 가설을 반증하는 대신 증명하려고 노력하는 경향인 확증 편향을 더 자세히 살펴보고 싶었다.
1960년에 웨이슨은 인간 추론의 실패를 밝히기 위해 고안한 많은 작업 중 첫 번째 작업을 개발했다. "2-4-6" 작업은 사람들이 비논리적이고 비합리적임을 보여주는 첫 번째 실험이었다. 이 연구에서 피험자들은 실험자가 3세트에만 적용되는 규칙을 염두에 두고 있다고 말했다. 실험자가 염두에 둔 "2-4-6" 규칙은 "모든 오름차순"이었다. 대부분의 경우 피험자는 필요 이상으로 구체적인 가설을 세웠을 뿐만 아니라 가설의 긍정적인 예만 테스트했다. 웨이슨은 작업을 올바르게 수행하지 못한 많은 피실험자들에 놀랐다. 피실험자들은 자신의 가설과 일치하지 않는 인스턴스를 테스트하지 못했으며 이는 확증 편향에 대한 웨이슨의 가설을 더욱 뒷받침했다.
웨이슨은 1966년에 4카드 작업이라고도 하는 웨이슨 선택 과제를 만들었다. 이 작업에서 참가자는 테이블에 있는 4개의 카드에 노출되고 실험자가 규칙을 지정했다. 그런 다음 참가자들은 실험자가 그들에게 준 규칙이 참인지 거짓인지 결정하기 위해 카드만 선택하라는 지시를 받았다. 웨이슨이 예상한 대로 대다수의 참가자가 질문에 올바르게 대답하지 못했다. 참가자의 10%만이 이 과제를 올바르게 풀었다. 확증 편향은 참가자들이 일반적으로 가설을 제거하는 대신 가설을 확인하기 위해 카드를 선택했기 때문에 이 결과에서 큰 역할을 했다.
웨이슨은 추론 심리학에 대한 그의 연구를 더욱 발전시키기 위해 THOG 문제라는 또 다른 작업을 고안했다. 이 작업에서 참가자들에게는 흰색 다이아몬드, 검은색 다이아몬드, 흰색 원, 검은색 원이 있는 카드가 표시되었다. 그런 다음 그들에게 규칙이 주어졌고 어떤 카드가 THOG인지, 그렇지 않은지, 분류할 수 없는지 선택하라는 지시를 받았다. THOG 작업은 피험자가 조합 분석을 수행하도록 요구했으며, 이는 성인이 이성과 논리를 사용하여 달성할 수 있어야 하는 것이다. 즉, 참가자의 절반이 문제에 잘못 답했다.